# 越南金翅噪鹛
，是画眉科噪鹛属的一种，为越南的特有种。全球活动范围约为150平方千米。该物种的保护状况被评为易危。

## 特征
越南金翅噪鹛体重约76.7克，翼长约94毫米，嘴峰长约25毫米，喙宽度约5.1毫米，喙厚度约6.8毫米，跗蹠长约36.8毫米，尾长约110毫米。越南金翅噪鹛在其分布区内为留鸟，其栖息在密集的高大树木组成的森林中，食性为杂食性，主要食物来源是陆生无脊椎动物。

## 分布
越南西部高地（玉玲山）。